# تحرر من المعايير
وصف إميل دوركايم الشذوذ (
نطق فرنسي: [a.nɔ.mi]
، /[invalid input: 'icon']ˈænəmi/) الذي يُعتبر حالة من التحرر من المعايير نسبيًا أو الحالة التي تآكلت فيها المعايير. والمعيار هو توقع كيف سيكون سلوك الأشخاص ويأخذ شكل القاعدة التي يتم إنفاذها اجتماعيا وليس رسميًا. بالتالي، في ضوء نظرية الوظائفية البنيوية، فإن تأثير التحرر من المعايير سواء على المستوى الشخصي أو المجتمعي من شأنه أن يدخل الاغتراب والعزلة وإزالة التنشئة الاجتماعية، بمعنى أن المعايير تصبح أقل إلزامًا للأفراد. ومن ثم يفقد الأفراد معنى ما هو صواب وما هو خطأ.

## مناقشة
في عام 1893 قدم دوركايم مفهوم الشذوذ لوصف حالة ناشئة من التحرر الاجتماعي، بمعنى أن المعايير أو القواعد التي نظمت توقعات الأشخاص بشأن الكيفية التي ينبغي من خلالها التصرف مع بعضهم البعض كانت تتلاشى ولم يعد الناس يعرفون ما يمكن توقعه من بعضهم البعض. في المجتمعات الأولية غير المتخصصة، ساهم الناس بمجهودهم لإنتاج الضروريات اللازمة لبقائهم. وقد جنحوا إلى التصرف والتفكير على نحو متماثل حيث إنهم عملوا على تحقيق الأهداف ذات التوجهات الجماعية. وعندما أصبحت المجتمعات أكثر تعقيدًا، بات العمل أكثر تخصصًا وأضحت الروابط الاجتماعية أكثر تجردًا حيث تحولت الثقافة من الإيثار إلى الاقتصاد حيث يتم تبادل العمل مقابل المال. ووجد الأفراد صعوبة لإقامة وضعهم ودورهم في المجتمع دون معايير واضحة ترشدهم. وإذا تغيرت الظروف بسرعة، على سبيل المثال خلال الازدهار الكبير أو الكساد الكبير، فسيصبح النظام الاجتماعي تحت ضغط وأدى تآكل المعايير القائمة دون بدائل واضحة إلى عدم الرضا والصراع والانحراف. وبالتالي فإن المعنى الأصلي لكلمة شذوذ لم يشر إلى حالة ذهنية، ولكن إلى خاصية البنية الاجتماعية التي لم تعد فيها رغبات الفرد خاضعة للتنظيم من قِبل المعايير المشتركة والتي، نتيجة لذلك، يُترك فيها الأفراد دون توجيه أخلاقي في السعي لتحقيق أهدافهم.
في عام 1897 وسع دوركايم نطاق الدلالة بحيث تشير إلى الحالة الشخصية غير الخاضعة للتنظيم أخلاقيًا الأمر الذي يؤدي إلى الانتحار، أي أن التحرر من المعايير له آثار نفسية. هناك قلق شخصي واضطراب في إيقاع الحياة الاجتماعية حيث إن الحالة الاقتصادية والشذوذ الأسري ينموان إزاء التحرر من المعايير والعجز. وافترض دوركايم، ويؤكد هذا بحث أكثر حداثة على ما يبدو، أن الشذوذ الاجتماعي يمكن ترجمته إلى محددات سلوكية (محاولة الانتحار) ومحددات وضعية (التحرر من المعايير والعجز) عند النظر إليها فيما يتعلق بتأثيرها على الأسرة. وهناك فوارق كبيرة، لا سيما بين الشباب، في درجات التحرر من المعايير والعجز بالنسبة للمراهقين الانتحاريين والمراهقين غير الانتحاريين وأسرهم.